# ВЕС Бліт
ВЕС Бліт (англ. Blyth Offshore Wind Farm) – британська вітрова електростанція у Північному морі біля узбережжя Англії, перша офшорна ВЕС в країні. Експериментальний проект спільно реалізували Powergen Renewables, Shell Renewables, Nuon та AMEC Border Wind. 
Місце для розміщення станції обрали у Північному морі на відстані 1 км від гавані Бліт у Нортумберленді. Будівельні роботи, що розпочались у липні 2000 року, провадило самопідйомне судно Wijslift 6 (Excalibur), яке зокрема здійснило буріння під встановлення паль довжиною по 30 метрів. У жовтні змонтували дві турбіни данської компанії Vestas типу V66-2000 з діаметром ротора 66 метрів та одиничною потужністю 2 МВт. Вони встановлені на баштах висотою 62 метри в районі з глибиною моря вісім метрів, де очікуються припливи до п'яти та хвилі так само до восьми метрів. 
Станцію ввели в експлуатацію 7 грудня 2000 року. Вартість проекту, підтриманого Європейською Комісією, становила 4 млн фунтів стерлінгів.
В 2001-му на ВЕС провели операцію із заміни кабелю, по якому відбувається передача електроенергії на берег (враховуючи незначну відстань, як первісне прокладання кабелю, так і його заміна відбувалась без залучення спеціалізованих суден).
Можливо також відзначити, що у 2017 році в цьому районі, але на кілька кілометрів далі в море, розпочали встановлення іншої експериментальної вітроелектростанції – Blyth Offshore Demonstrator Project.